# Laqant
Medina Laqant o al-Laqant (en àrab لَقَنْت o ألَلَقَنْت) és un topònim àrab que deu el seu origen a la veu llatina Lucentum i que s'ha identificat amb l'actual ciutat d'Alacant.
La localització de Lucentum sempre ha generat controvèrsies. Si al principi es va situar al tossal de Manises, on s'han trobat restes de poblament púnic i iber, aquest emplaçament es va despoblar a tot tardar a mitjan segle iii. D'altra banda, a l'actual barri de Benalua, a l'oest del nucli urbà d'Alacant, s'han trobat restes d'ocupació romana des d'època republicana fins a almenys el segle viii. Les noves excavacions realitzades han donat com a resultat la troballa de nous abocadors amb material tardà que ha permés interpretar el jaciment com un assentament de caràcter industrial, amb la qual cosa no podria relacionar-se amb Lucentum. Per tant, si bé és molt probable que la Lucentum romana es trobara al tossal de Manises, sembla clar que l'enclavament de Benalua seria el Laqant del Pacte de Teodomir.
D'altra banda, el descobriment del poblament islàmic de la serra del Benacantil, amb abundant material tardoromà al seu cim i a la seua falda, sota nivells islàmics, sembla clau per obrir una altra possibilitat sobre la ubicació de l'antiga Lucentum.